# News イット! やまがた
『News イット! やまがた』（ニュースイット やまがた）は、さくらんぼテレビにて2020年9月28日から放送されている山形県向けのローカルワイドニュース番組。

## 概要
キー局・フジテレビが2019年4月1日にスタートした『Live News it!』が2020年9月28日に『Live News イット!』に改題・リニューアルさせることに伴い、『さくらんぼテレビ Live News』を改題・リニューアルする形で本番組を放送開始。
番組名にさくらんぼテレビの略称「SAY」または通称「さくらんぼテレビ」が付かないのは、1997年4月1日の開局以来初めてとなる。
タイトルロゴのカラーリングは下記の通りとなっている。
- news イット! やまがた
上の段に『news』、中の段に『イット!』、下の段に『やまがた』と表記。

## 番組の内容

### 平日
| 時刻     | 内容                  | 備考                                                                  |
| -------- | --------------------- | --------------------------------------------------------------------- |
| 15:45:00 | News イット! やまがた | フジテレビ『Live News イット!』をネット。                             |
| 17:48:00 | News イット! やまがた | 『Live News イット!』全国ニュース                                     |
| 18:09:00 | 山形県内ニュース      |                                                                       |
| 18:45:30 | まるっと!             | 『Live News イット!』の「まるっと!」をネット。                        |
| 18:55:00 | 山形県内ニュース      | 「まるっと!」を飛び降り、再び山形のスタジオから県内ニュースを伝える。 |

## 出演者※特記なしは担当時点でさくらんぼテレビアナウンサー

### 平日版キャスター
- 菅原清か（2024年4月1日 - ）月・火・水担当
- 深堀遥菜（2025年3月31日 - ）月・金担当
- 青嶋達也（フジテレビジョン）（2025年4月1日 - ）火・水・木担当
- 重松沙恵（2024年4月1日 - ）木・金担当

#### 過去の出演者
| 期間      | 期間      | 男性     | 女性     |
| --------- | --------- | -------- | -------- |
| 2020.9.28 | 2022.4.29 | 白田貴彦 | 岸波香桜 |
| 2022.5.2  | 2025.3.28 | 白田貴彦 | 福島汀紗 |

### 週末版キャスター
- シフト勤務

## SAY歴代の夕方ニュース
| 期間      | 期間      | 番組名                            |
| --------- | --------- | --------------------------------- |
| 1997.3.15 | 1997.3.30 | SAYスーパータイム                 |
| 1997.3.31 | 1998.3.29 | SAYニュース555 ザ・ヒューマン     |
| 1998.3.30 | 2015.3.29 | SAYスーパーニュース               |
| 2015.3.30 | 2018.4.1  | さくらんぼテレビ みんなのニュース |
| 2018.4.2  | 2019.3.31 | さくらんぼテレビ プライムニュース |
| 2019.4.1  | 2020.9.27 | さくらんぼテレビ Live News        |
| 2020.9.28 | 現在      | News イット! やまがた             |